# Chellington
Chellington est un village du Bedfordshire, en Angleterre.